# Андржеєвський Іван Іванович
Андржеєвський (Андреєвський) Іван Іванович (*23 квітня 1823, Вітебська губернія — †1915, місто Уфа) — військовий лікар, доктор медичних наук (1880).
В 1855 році закінчив Медико-хірургічну академію в Санкт-Петербурзі. В роки кримської війни (1853—1856) служив у військовому шпиталі. В 1857—1891 роках старший лікар лазарету на Іжевському зброярському заводі.
В докторській дисертації «Болотні хвороби на Півночі. Медико-топографічний опис Іжевського зброярського заводу» та наступних працях введені в науковий обіг важливі медико-топографічні та статистичні дані, поданий аналіз причин неблагополуччя в демографічних процесах та високій захворюваності населення заводського селища. Описуючи тяжкі умови праці зброярів, вплив болотистої місцевості навколо селища як головної причини багатьох хвороб, Андреєвський вперше визначив середню тривалість життя заводчан — 16,5 років за рахунок виключно високої дитячої смертності та смертності чоловіків в працездатному віці.
Нагороджений орденом Святого Станіслава 2 ступеня.

## Твори
- Ижевский оружейный завод//Военно-медицинский журнал. Кн.6. Ч.CXXIX. СПб., 1977